# Belagerung von Paris (1870–1871)
Weißenburg – Spichern – Wörth – Colombey – Straßburg – Toul – Mars-la-Tour – Gravelotte – Metz – Beaumont – Noisseville – Sedan – Sceaux – Chevilly – Bellevue – Artenay – Châtillon – Châteaudun – Le Bourget – Coulmiers – Amiens – Beaune-la-Rolande – Villepion – Loigny und Poupry – Orléans – Villiers – Beaugency – Nuits – Hallue – Bapaume – Villersexel – Le Mans – Lisaine – Saint-Quentin – Buzenval – Paris – Belfort
Die Belagerung von Paris dauerte vom 19. September 1870 bis zum 28. Januar 1871 an. Sie beendete den Deutsch-Französischen Krieg und führte zur Gründung des Deutschen Kaiserreichs.

## Hintergrund
Schon Mitte August 1870 war die deutsche 3. Armee im Anmarsch auf Paris. Auf Befehl des Generalstabschefs Moltke musste diese Armee dann nordwärts schwenken, um die französische Armee Mac-Mahons, bei der sich auch – ohne Kommando – Kaiser Napoléon III. befand, gegen die belgische Grenze abzudrängen. König Wilhelm I., der die deutschen Truppen persönlich anführte, konnte diese Armee am 1. September in der Schlacht bei Sedan besiegen und am Morgen des 2. Septembers zur Kapitulation zwingen.

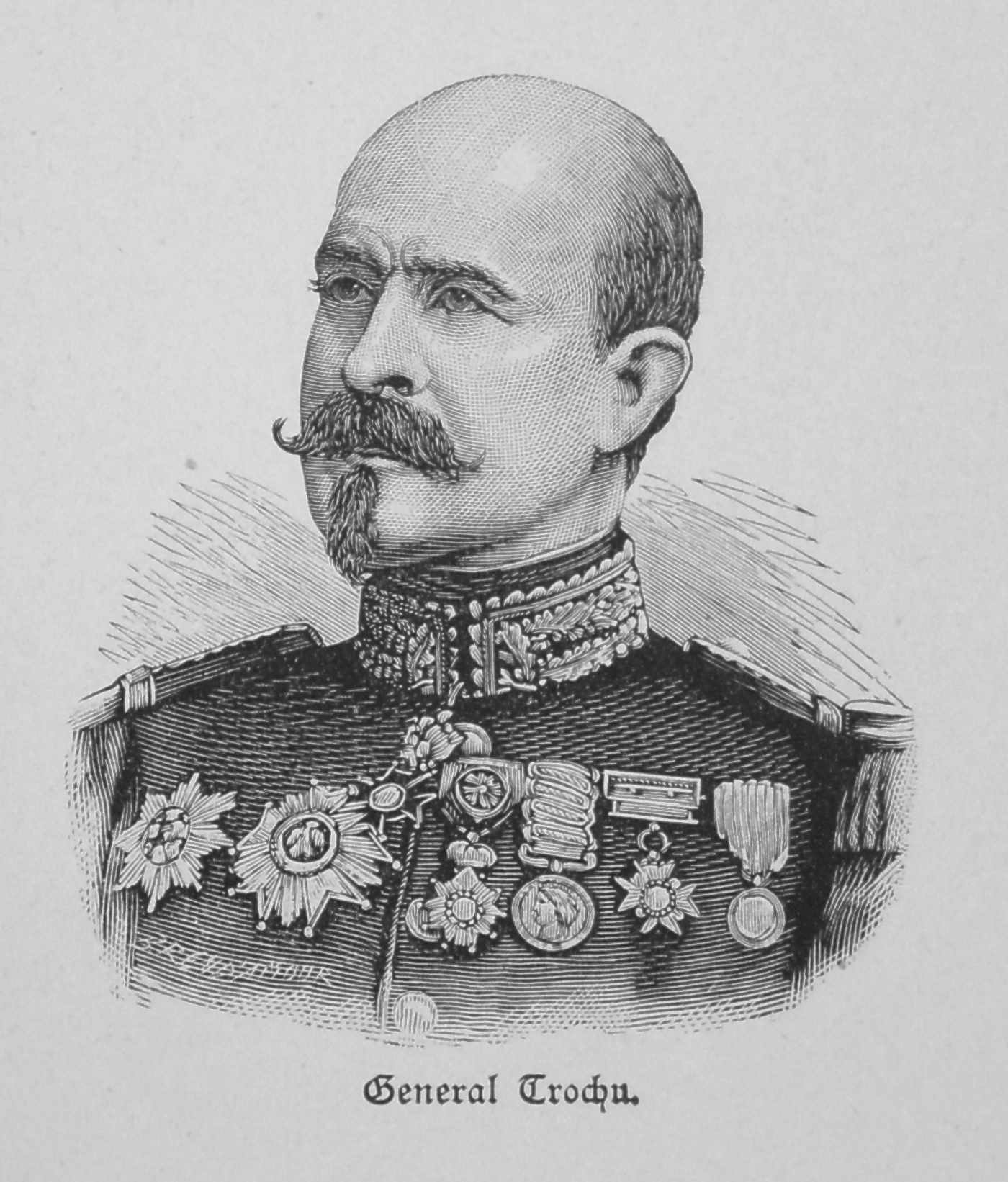
General Louis Jules Trochu

In Paris wurde unter dem Druck der Bevölkerung am 4. September 1870 das Kaiserreich beseitigt und die Dritte Republik proklamiert; der General Louis Jules Trochu wurde der erste Präsident des Ministerrates Regierung der nationalen Verteidigung (Gouvernement de la Défense nationale). Trochu war zugleich Generalgouverneur von Paris und Oberbefehlshaber der dortigen Streitkräfte.
Die bei Sedan frei gewordenen deutschen Armeen des Kronprinzen von Preußen und des Kronprinzen von Sachsen marschierten Richtung Paris weiter, um durch die schnelle Einnahme der französischen Hauptstadt den Krieg beenden zu können. Das VI. Armee-Korps unter General von Tümpling stand als Vorhut der 3. Armee bereits in Reims, der Weg nach Paris war frei.
General Louis Jules Trochu war noch von Napoléon zum Militärgouverneur von Paris und Leiter der Verteidigung von Paris ernannt worden und wurde in dieser Stellung von der neuen Regierung bestätigt. Das französische 13. Korps (frz. 13e corps d'armée) unter General Joseph Vinoy war der Katastrophe von Sedan entkommen und verteidigte mit seinen Kerntruppen die Südfront der Stadt zwischen Créteil über Sceaux bis Meudon. Zusammen mit dem neu aufgestellten 14. Korps des Generals Auguste-Alexandre Ducrot, das hinter der westlichen Flussschleife der Seine zwischen Mont Valérien – Saint Germain sicherte, waren die Linientruppen etwa 90.000 Mann stark. Weiters wurden zur Sicherung im Nordteil der Stadt von Saint Denis über Le Bourget bis Champigny 115.000 Mann Mobilgarde, 14.000 Marinesoldaten und 130 Bataillone an unzuverlässigeren Nationalgarden zusammengezogen. Diese Truppen hatten zusammen eine ungefähre Stärke von 350.000 Mann, davon etwa 5.000 Mann an Kavallerie.
Nach der Einschließung beauftragte die Regierung den bisherigen Innen- und jetzigen Innen- und Kriegsminister Léon Gambetta, der zusammen mit einigen weiteren Ministern die Delegation der Regierung in Tours bzw. Bordeaux bildete, mit der Organisation der gesamten nationalen Verteidigung außerhalb von Paris gegen die anrückenden deutschen Heere. Gambetta hielt die erfolgreiche Fortsetzung des Krieges für möglich, da Frankreich noch über weit mehr als zwei Millionen wehrfähige Männer, beträchtliche Mengen an Waffen und Munition und offene Seehäfen verfügte.
So wurde an der Loire mit der Aufstellung der Loirearmee unter General Aurelle begonnen; sie sollte später versuchen, das belagerte Paris vom Süden her zu entsetzen.

## Deutscher Anmarsch und Einschließung von Paris

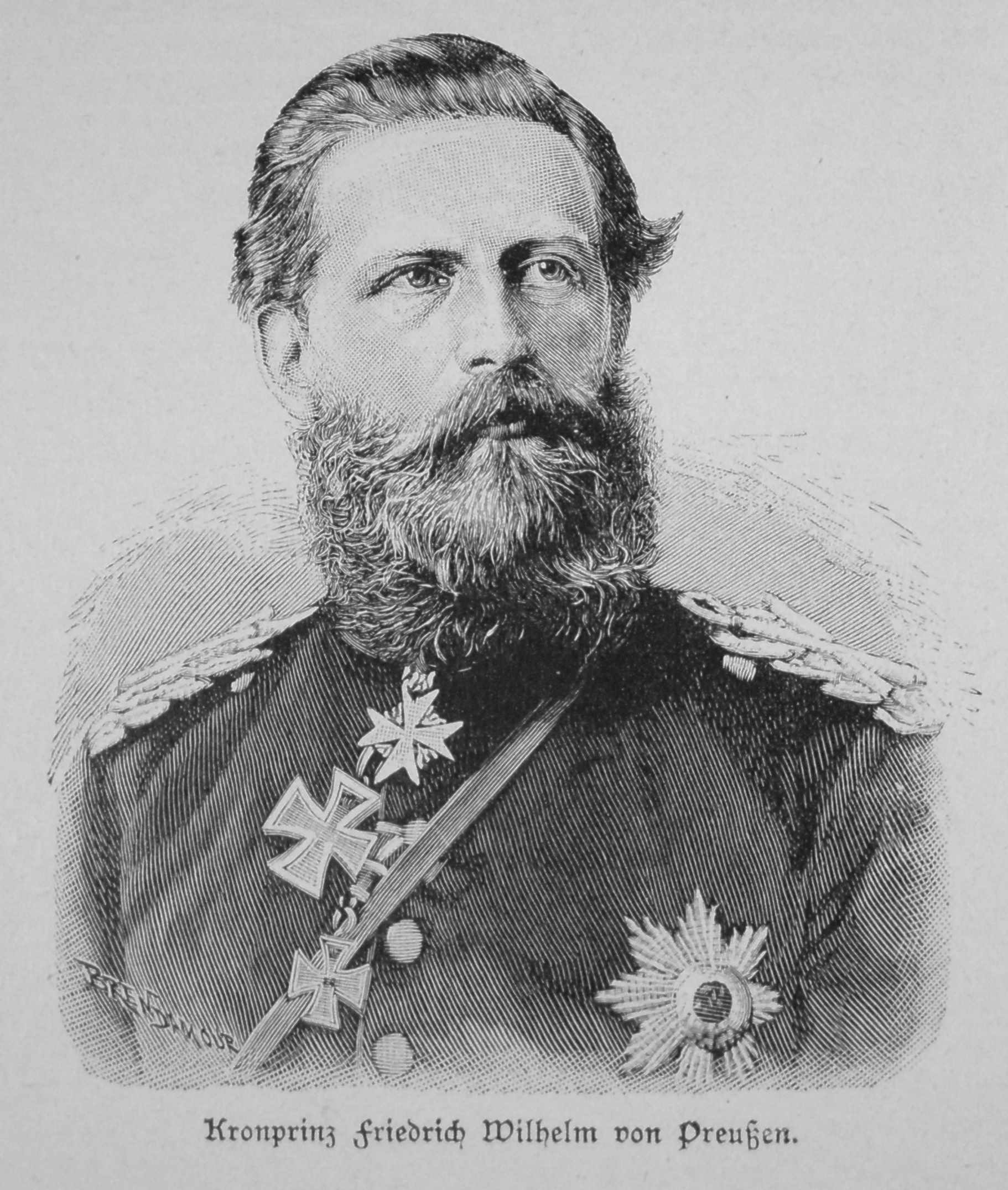
Kronprinz Friedrich Wilhelm von Preußen

Am 10. September hatte das Gros der deutschen 3. Armee unter Kronprinz Friedrich Wilhelm von Preußen die Linie Dormans-Sézanne erreicht, das vorgeschobene VI. Korps überschritt bei Château-Thierry die Marne. Am 16. September stand die Armee des sächsischen Kronprinzen Albert von Sachsen bei Nanteuil (46 km nordöstlich von Paris), die 5. Kavallerie-Division hatte Beaumont (32 km nördlich) und die 6. Kavallerie-Division Saint-Denis (12 km nordöstlich) erreicht; das deutsche Hauptquartier wurde nach Meaux vorverlegt. Das der 3. Armee unterstellte II. Bayerische Korps unter General Jakob von Hartmann überschritt die Seine bei Corbeil-Essonnes (29 km südlich); die Eisenbahnstrecke zwischen Paris und Orléans wurde unterbrochen. Kronprinz Albert von Sachsen erreichte beim Anmarsch auf das nördliche Vorfeld der Stadt mit dem XII. Armee-Korps unter Prinz Georg von Sachsen Claye, mit dem Gardekorps unter Prinz August von Württemberg Mitry und dem IV. Armee-Korps unter Gustav von Alvensleben Dammartin, die dabei vorgehende Kavallerie überschritt bei Pontoise die Oise.

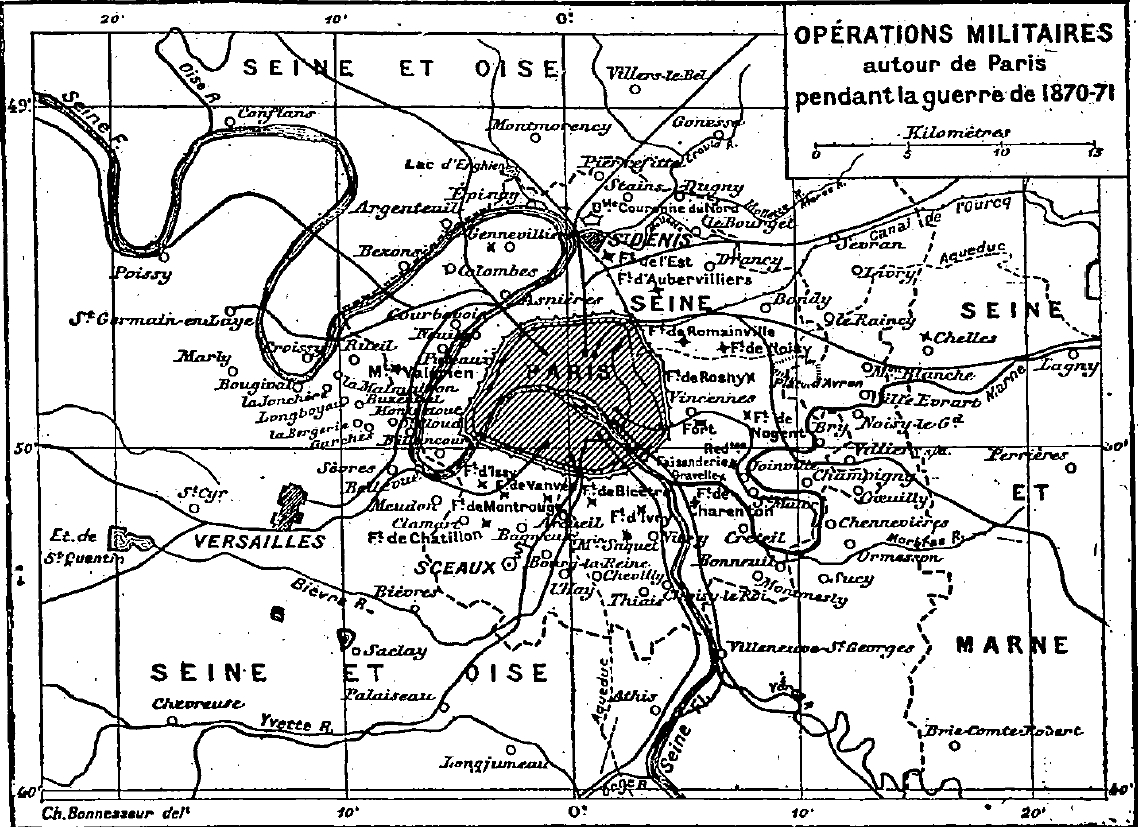
Paris und Umfeld im Jahre 1870/71

Die im Süden von Paris aufmarschierende 3. Armee wurde bereits am 18. September durch Truppen Vinoys nahe Villeneuve Saint Georges angegriffen, um das dortige Versorgungslager zu schützen, sie wurden aber vom Artilleriefeuer des preußischen V. Armee-Korps zurückgedrängt. General Hugo von Kirchbach besetzte nach dem Gefecht bei Sceaux am 19. September Versailles. Das auf gleicher Höhe aufschließende bayrische II. Korps erreichte Longjumeau und richtete sich an der Südfront in den Folgetagen auf der Hochebene von Bicêtre ein; im Osten bei Villers besetzte vorerst das VI. Korps beide Ufer der Seine. Die anmarschierende württembergische Feld-Division unter General Hugo von Obernitz sicherte vorerst im Osten die Marneübergänge bei Lagny und Gounay. Die Armee des Kronprinzen Albert von Sachsen schloss Paris im Norden und Osten, die Truppen des Kronprinzen von Preußen im Süden und Westen ab. Die Trennlinie beider Armeen, die Paris insgesamt mit sechs Korps umschlossen hielten, bildete die Seine.

## Die Belagerung
Am 19. September 1870 war Paris vollständig eingeschlossen und die Belagerung begann. General Moltke hielt seine Truppen außer Reichweite der Festungsartillerie und zog im Raum Versailles seine Reserve – das XI. Armee-Korps – heran, weil mit rückwärtigen Angriffen der sich an der Loire bildenden feindlichen Kräfte gerechnet werden musste. General Trochu hatte wenig Vertrauen in die Fähigkeiten der Nationalgarde, die die Hälfte der zur Stadtverteidigung bestimmten Truppen ausmachte. Anstatt dem Angriff der Deutschen zuvorzukommen, hoffte er, dass die Initiative von Moltke ausgehen werde. Moltke machte jedoch keine Anstalten Paris anzugreifen. Trochu änderte seinen Plan und erlaubte Vinoy, einen Ausfall aus der südlichen Front zu versuchen. Vinoy griff am 30. September Chevilly mit 20.000 Soldaten an, wurde jedoch vom VI. Korps der 3. Armee zurückgeschlagen.
Das Schloss Versailles diente ab 6. Oktober König Wilhelm, dem deutschen Generalstab und dem Stab der 3. Armee des Kronprinzen von Preußen als neues Hauptquartier. Der preußische Ministerpräsident Bismarck schlug vor, Paris mit Artillerie zu beschießen, um eine schnelle Aufgabe der Stadt zu erzwingen, konnte sich damit aber vorerst trotz der Unterstützung Roons, des sächsischen Kronprinzen Albert, Stoschs, des königlichen Flügeladjutanten Waldersee u. a. nicht gegen zahlreiche Widerstände durchsetzen: Während König Wilhelm und vor allem der Kronprinz Friedrich Wilhelm die psychologische und politische Wirkung in Drittstaaten wie England gegen den Vorschlag anführten, wies Moltke auf die logistischen Probleme hin: Der ursprünglich aufgestellte Belagerungspark war bereits vor den ostfranzösischen Festungen eingesetzt, außerdem war die Bahnverbindung zu diesem Zeitpunkt noch unterbrochen (Toul und der gesprengte Tunnel von Nontuei-sur-Marne). Der in Deutschland neu aufzustellende Belagerungspark für Paris hätte die ohnehin angespannte Nachschubsituation weiter verschärft und wäre, hätte die Belagerung wegen französischer Offensiven aufgehoben werden müssen, verloren gewesen. Es wurde auch befürchtet, dass eine schnelle französische Kapitulation die frischen französischen Truppen unbesiegt zurücklassen werde, was den Franzosen die Möglichkeit gäbe, schon bald einen neuen Krieg anzuzetteln. Die französischen Truppen müssten zuerst vernichtet und Paris ausgehungert werden. Moltke befürwortete beim König daher die spätere Heranführung des Belagerunggerätes für die Zernierung der Stadt und organisierte derweil die Einschließung mit noch unzureichenden Mitteln. Mit dem Fall Touls am 23. September und Straßburgs am 28. September wurde ein großer Teil des für die Belagerung von Paris notwendigen Materials verfügbar, außerdem verringerte sich die mit Pferdefuhrwerken zu bewältigende Strecke auf rund 25 km. Stärkere Anstrengungen, die Belagerungsgeschütze samt rund 2.500 t Munition in die Stellungen vor Paris zu bringen, wurden jedoch erst ab Anfang Dezember unternommen, nachdem der König Roon das Transportwesen überantwortet hatte.

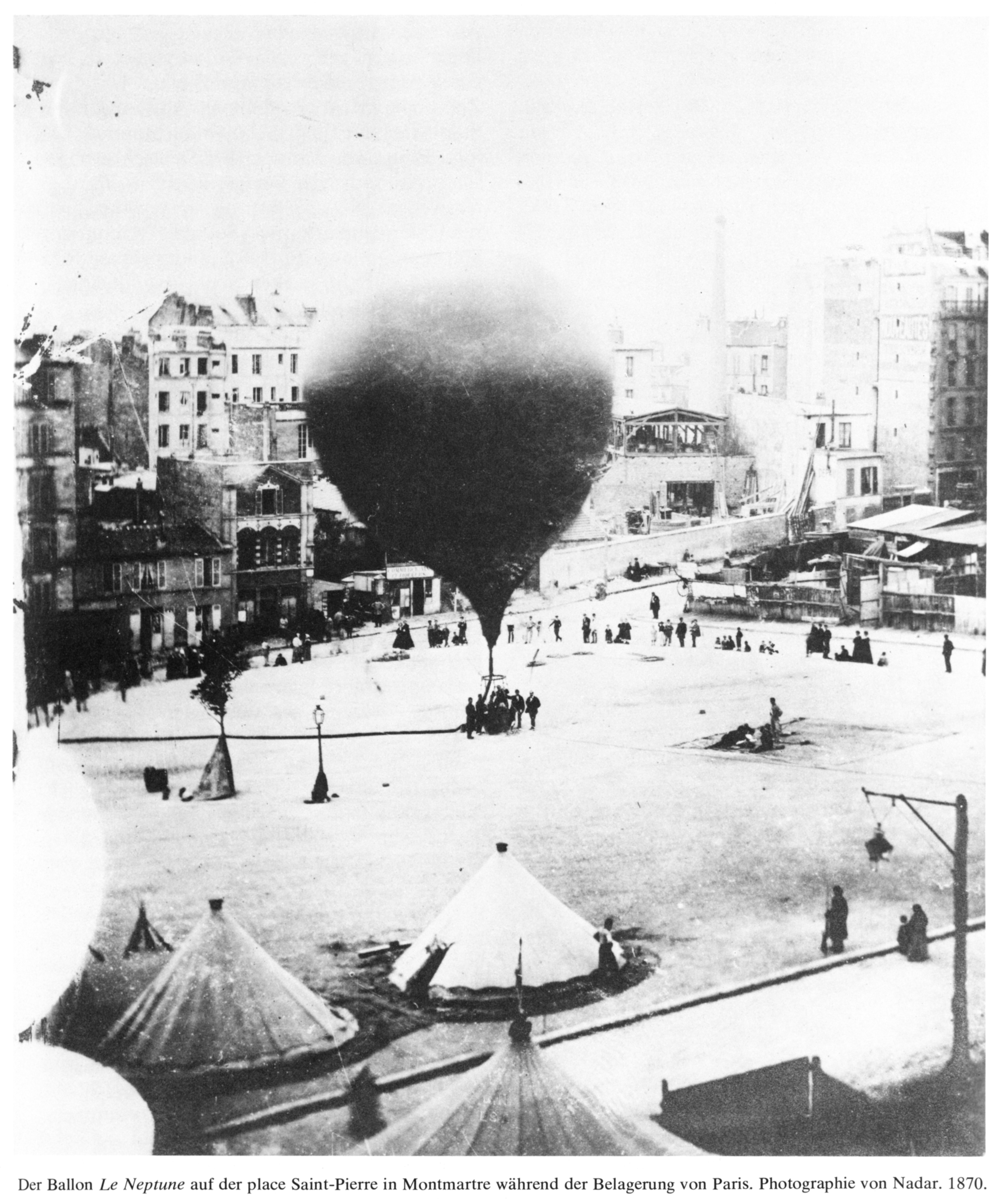
Der Ballon Le Neptune während der Belagerung von Paris 1870, Aufnahme Nadar

Bereits im belagerten Metz wurde versucht mit kleinen Ballonen (Metzer Ballonpost) Nachrichten zu verschicken. In Paris wurde diese Ballonpost dutzendfach abgeschickt, unbemannt (Pariser Ballonpost) und bemannt. Am 7. Oktober gelang es einigen Vertretern der Republik, mit zwei Ballons das belagerte Paris zu verlassen. Unter ihnen befand sich auch Léon Gambetta, der in der folgenden Zeit neue Truppen aufstellte, um mit diesen Entsatzangriffe auf Paris zu führen.
Am 13. Oktober wurde das II. Bayerische Korps aus Châtillon vertrieben. Die Franzosen mussten sich allerdings auf Grund von bayerischem und preußischem Artilleriebeschuss und einem deutschen Gegenangriff zurückziehen. Zwischen dem 10. und 16. Oktober erhielt die deutsche Einschließungslinie erhebliche Verstärkung. Die nach dem Fall der Festung Toul freigewordene 17. Division unter General Gustav von Schimmelmann wurde zwischen den Bayern und dem V. Korps bei Meudon eingeschoben und die vor Straßburg abgelöste Garde-Landwehrdivision des Generals von Löen rückte bei St. Germain in die Front ein.
General Carrey de Bellemare kommandierte die Verteidigung im Nordabschnitt der Stadt bei Saint-Denis. Am 29. Oktober griff er, ohne einen Befehl dazu erhalten zu haben, die preußische Garde bei Le Bourget an und nahm den Ort ein. Die 2. Garde-Division des Generals Rudolph von Budritzki hatte allerdings nur geringes Interesse, ihre Positionen im Dorf zurückzuerobern. Dennoch befahl Kronprinz Albert, den Ort einzunehmen. In der Schlacht von Le Bourget gelang es den preußischen Truppen, diesen zurückzuerobern und ca. 1.200 Franzosen gefangen zu nehmen. Nachdem man von der französischen Kapitulation in Metz und der Niederlage bei Le Bourget erfahren hatte, begann die Moral der Pariser Bevölkerung zu sinken.

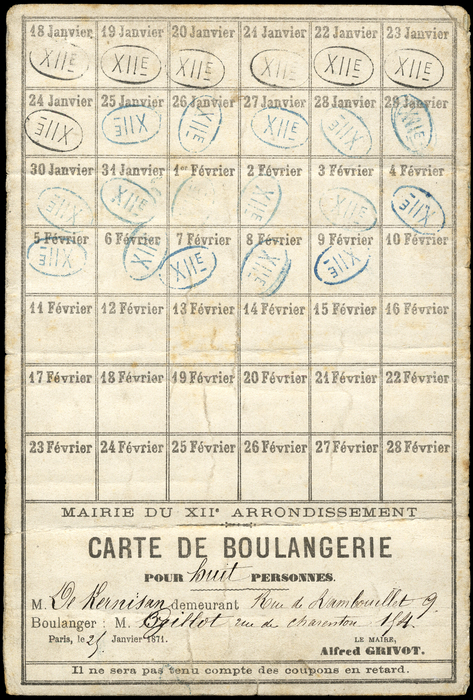
Brotkarte für die Pariser Bevölkerung

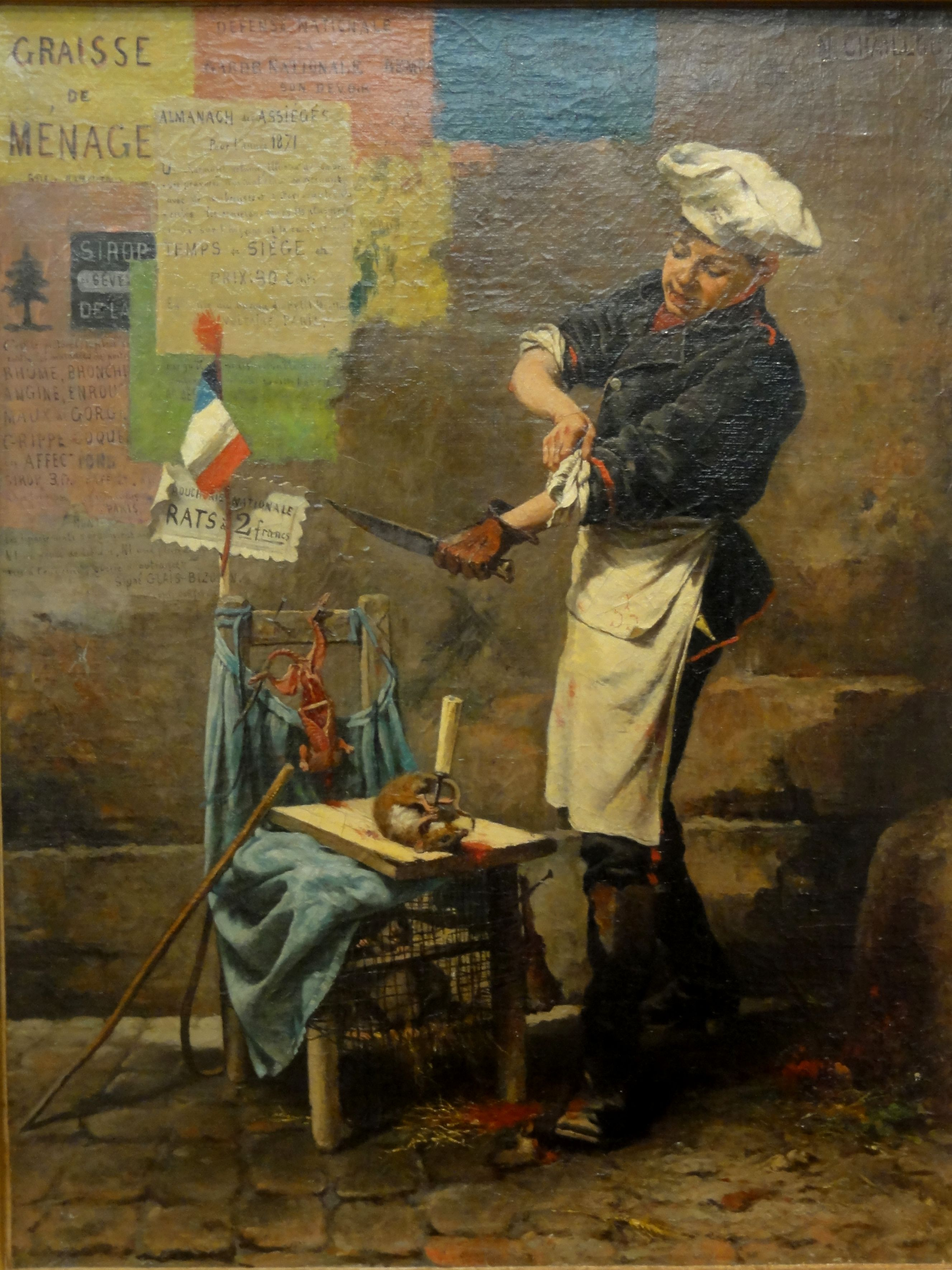
Ein Rattenmetzger während der Belagerung von Paris, von Narcisse Chaillou (1871)

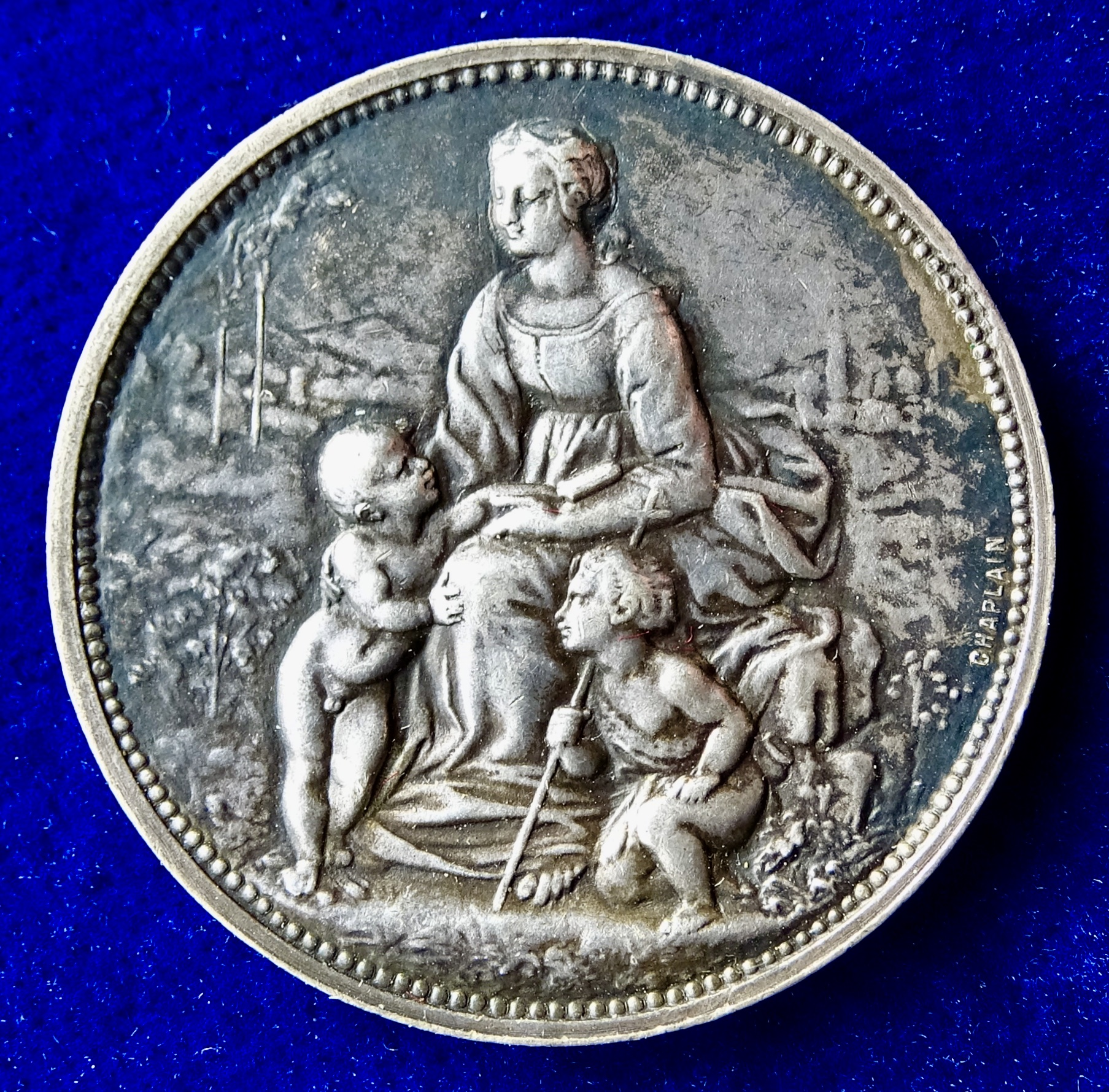
Medaille von Chaplain, Mutter mit 2 Kindern während der Belagerung von Paris, Vorderseite

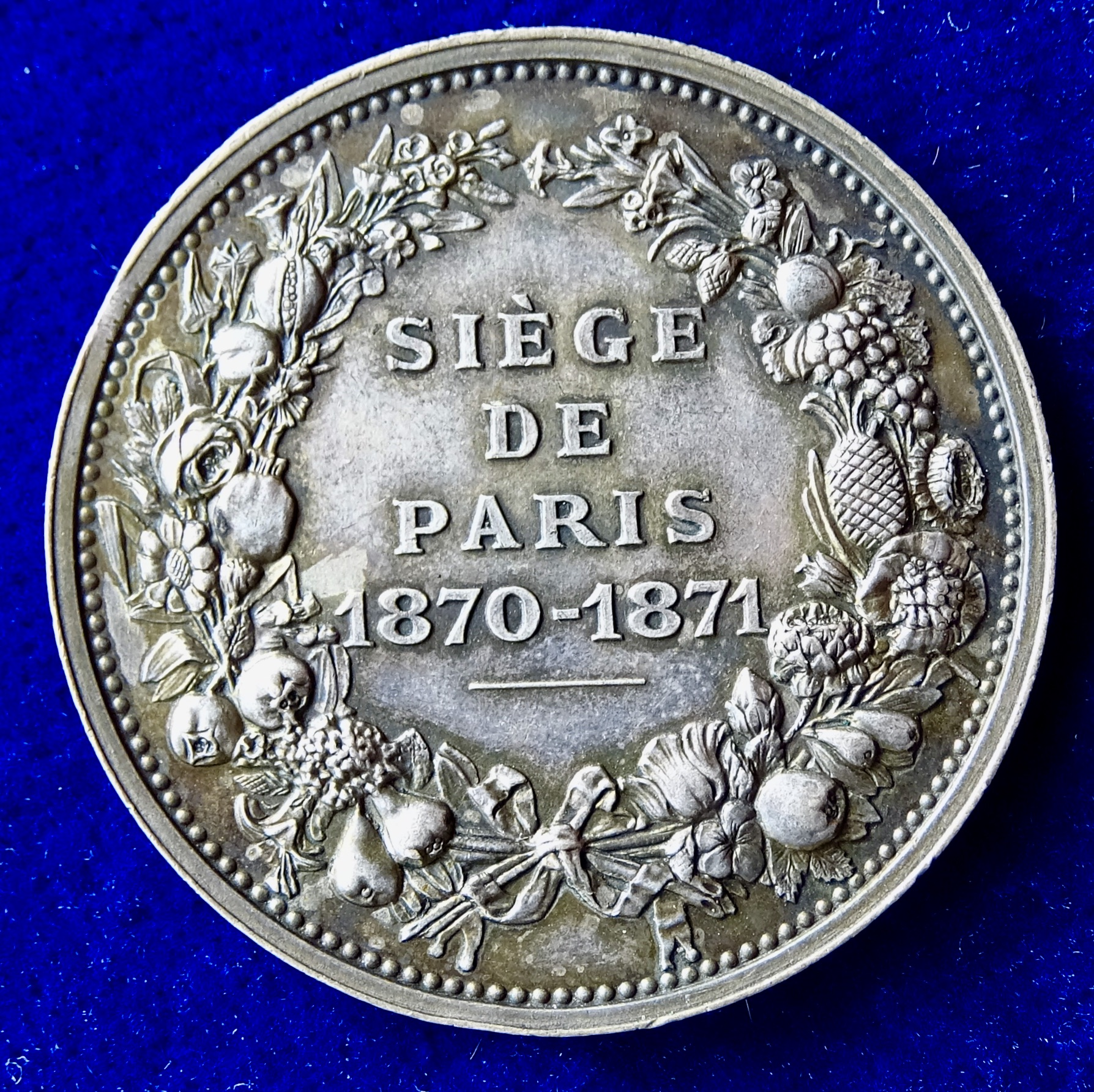
Die Rückseite dieser Medaille

Die Bevölkerung begann unter den Auswirkungen der deutschen Blockade zu leiden. Mit dem Ziel, die Moral zu erhöhen, veranlasste Trochu die größte Attacke von Paris aus am 30. November, obwohl er nur eine kleine Hoffnung auf einen Durchbruch hatte. Trotzdem sandte er General Ducrot mit 80.000 Mann bei Champigny-sur-Marne, Créteil und Villiers-sur-Marne gegen die Preußen. Er konzentrierte sich auf das Überwinden des Belagerungsrings im Südosten der Stadt, um auf Fontainebleau durchzubrechen. Bei einem erfolgreichen Vorstoß wären außerdem alle deutschen Truppen südlich und westlich von Paris von ihrer einzigen Bahnlinie für Nachschub über Lagny abgeschnitten worden. Ohne diese Bahnlinie wäre den Deutschen die Fortsetzung der Belagerung kaum möglich gewesen. In der Schlacht bei Villiers schafften es die Franzosen, Positionen bei Créteil und Champigny zu erobern und zu halten. Am 2. Dezember schlug die Württembergische Division die Truppen Ducrots hinter die Verteidigungslinien zurück und beendete diesen Kampf siegreich am folgenden Tag.
Während der Wintermonate begannen die Spannungen im preußischen Hauptquartier zu steigen. Für Bismarck war der Besitz von Paris der Schlüssel, um die Macht der republikanischen Führer Frankreichs zu brechen, den Krieg in angemessener Zeit zu beenden und die friedlichen Beziehungen Preußens zu den neutralen Staaten zu sichern. Helmuth von Moltke machte sich Sorgen über den Nachschub, da Krankheiten wie Tuberkulose unter den belagernden Truppen ausbrachen. Zusätzlich dauerten auch die Kämpfe der Loire-Kampagne gegen die neu gebildete französische Loirearmee an. Moltke und der Stabschef der 3. Armee, General Leonhard von Blumenthal, waren in erster Linie mit einer geordneten Belagerung beschäftigt, dabei die alleinstehenden Forts um die Stadt langsam zu zernieren, dieses aber bei minimalen deutschen Verlusten zu erreichen. Mit der Zeit kam aber die Befürchtung auf, ein unnötig in die Länge gezogener Krieg werde die deutsche Wirtschaft zu sehr belasten; eine andauernde Belagerung könne das französische Verteidigungsministerium hoffen lassen, dass Deutschland immer noch zu besiegen sei, und Frankreich zudem erlauben, seine Armee wiederherzustellen und neutrale Drittstaaten davon zu überzeugen, gegen Preußen in den Krieg zu ziehen. Nach dem vollständigen Aufmarsch der Artillerie begann der Beschuss der Paris vorgelagerten Forts (Thiers’sche Stadtbefestigung), auf der Ostfront (Mont Avron vor dem Fort de Rosny) am 27. Dezember 1870 um 07.45 Uhr auf das Kommando von Emil Körner mit 76 Geschützen, auf der Südfront am 5. Januar 1871 mit 98 Geschützen. Obwohl die Forts der Südfront über 402 Geschütze verfügten, die der Ostfront über 191, gelang es der Belagerungsartillerie, die Forts nach und nach niederzukämpfen, so dass die deutschen Vorposten und auch ein Teil der Batterien weiter vorgeschoben werden konnten. Dann begann auch die Beschießung des Stadtgebietes mit 300 bis 400 Granaten pro Tag.
Am 19. Januar 1871 unternahmen rund 90.000 Mann in drei Kolonnen unter dem Befehl Trochus einen letzten Durchbruchversuch nahe dem preußischen Hauptquartier westlich von Paris. In der Schlacht bei Buzenval schlug der Kronprinz von Preußen die Attacke aus dem Fort am Mont Valérien mühelos zurück. Auf französischer Seite fielen über 4.000 Soldaten, auf deutscher Seite nur 600. Trochu trat als Militär-Gouverneur zurück und übergab General Joseph Vinoy das Kommando der 146.000 Mann starken Garnison.

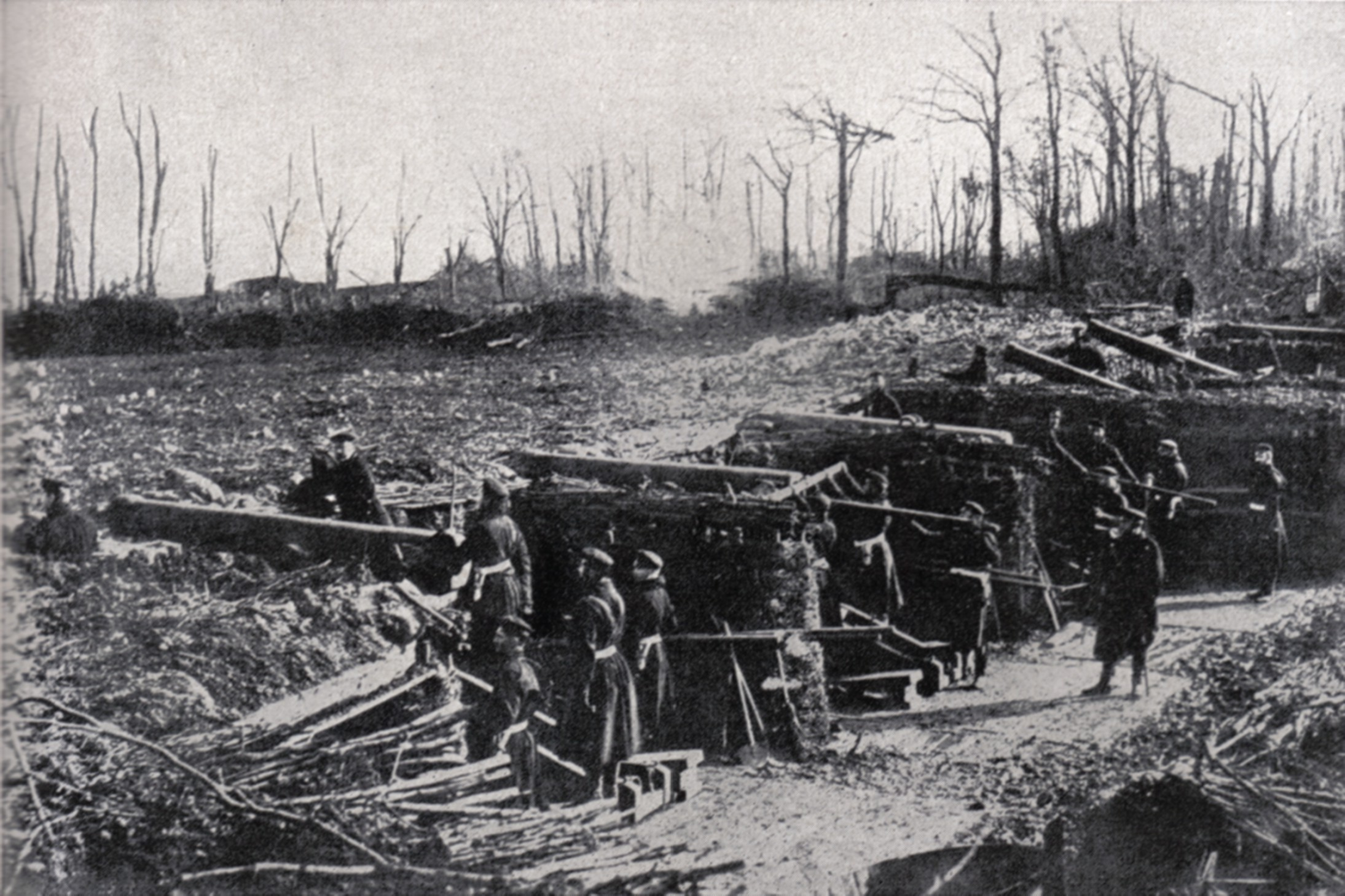
Die Batterie Nr. 8 „Kronprinz“ mit eroberten Geschützen, die auf Paris gerichtet wurden.

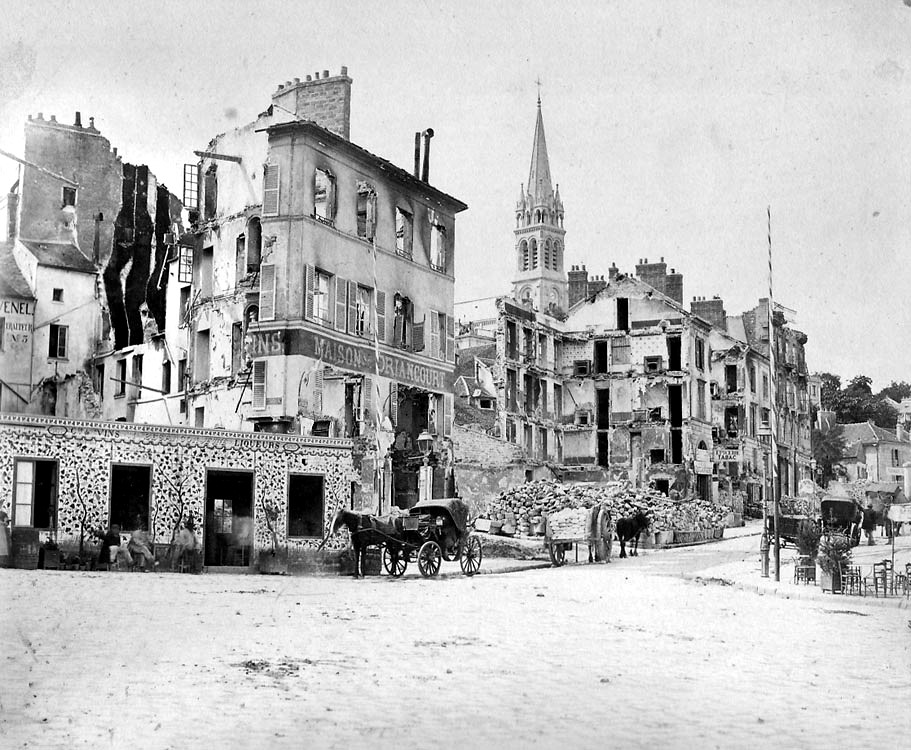
Zerstörung in Saint-Cloud, westlich vor Paris

Für den 20. Januar war ein weiterer Angriff geplant. Die Franzosen zogen sich daher nur bis zum Fort Mont Valérien zurück und sammelten sich dort für einen weiteren Angriff. Dieser unterblieb jedoch, wohl auch weil zu diesem Zeitpunkt die Zerschlagung der Loirearmee bekannt geworden war und das strategische Ziel einer Vereinigung nicht mehr erreicht werden konnte. Ab 15.00 Uhr am 20. Januar beriet die Regierung zusammen mit den 20 Arrondissementsbürgermeistern die Lage, am 21. ab Mittag mit den militärischen Führern. Diese erklärten, ein neuer Ausfall werde nur zu einer neuen Niederlage führen und man dürfe ihn deshalb nicht unternehmen. Am 22. Januar kam es zu einer Erhebung einiger Bataillone der Nationalgarde, die von Teilen der Bevölkerung unterstützt wurde. Gleichzeitig wurde bekannt, dass die Mehlvorräte für die Bevölkerung nicht, wie bislang berechnet, bis zum 1. Februar, sondern nur noch bis zum 24. Januar reichten.
Diese Gesamtlage bewog die Regierung – zwar unter Information, aber ohne weitere Abstimmung mit der Delegation in Bordeaux – um Waffenruhe bei den Deutschen zu ersuchen. Jules Favre richtete am 23. Januar abends ein entsprechendes Schreiben an Bismarck. Tags darauf erschien er am Nachmittag persönlich in Versailles und verhandelte mit Bismarck die Bedingungen des Waffenstillstandes. Am 26. Januar wurde das Bombardement eingestellt, am 28. Januar 1871 unterzeichnete man den Waffenstillstandsvertrag, der für Paris am Folgetag in Kraft trat.

## Ergebnisse
Die deutschen Truppen gewannen den Deutsch-Französischen Krieg. Am 18. Januar 1871 wurde im Schloss Versailles Wilhelm I. zum Deutschen Kaiser proklamiert. Gleichzeitig erfolgte die deutsche Reichsgründung: Die vier süddeutschen Staaten Bayern, Württemberg, Baden und Hessen (-Darmstadt) wurden zusammen mit den Staaten des Norddeutschen Bundes unter der Führung Preußens zum neu gegründeten Deutschen Reich vereinigt, wie es bereits in den Novemberverträgen beschlossen worden war.
Am 8. Februar wurde eine französische Nationalversammlung gewählt; diese trat vier Tage später in Bordeaux zusammen und wählte am 17. Februar Adolphe Thiers zum neuen Regierungschef. Thiers verhandelte zusammen mit dem alten und neuen Außenminister Favre ab dem 21. Februar in Versailles über einen Friedensvertrag. Am 26. Februar wurde dort ein Vorfrieden unterzeichnet, der endgültige Friedensvertrag am 10. Mai 1871 in Frankfurt am Main. Eine Bedingung sah für den 1. März den kurzen Einzug der Sieger in der Stadt vor, ein anderer Punkt die Stationierung einer deutschen Garnison. Bismarck verzichtete auf eine längere Besetzung von Paris, erreichte aber von der französischen Republik die Abtretung Elsaß-Lothringens an das Deutsche Reich.

## Pariser Kommune während der Belagerung
Gegenüber der französischen Regierung wuchs während der Belagerung durch die preußische Armee zusehends der Unmut der Pariser Bevölkerung, sodass am 18. März 1871 nach dem Vorbild der französischen Revolution ein Aufstand ausbrach. Paris wurde während etwa 3 Monaten durch die Pariser Kommune beherrscht.